# K.M. Peyton
K.M. Peyton är en pseudonym för brittiska författaren Kathleen Wendy Herald Peyton, född 2 augusti 1929 i Birmingham, West Midlands, död 19 december 2023, som framförallt skrev barn- och ungdomslitteratur, ofta om flickor och hästar, till exempel Flambardstrilogin. Hennes man Michael P. Peyton medverkade också till några av de tidiga böckerna.   
Hon började skriva redan när hon var nio år men hennes första publicitet kom då hon var 15 år, då under namnet Kathleen Herald, med verket Sabren, Horse of the Sea. Hennes första böcker handlade om flickor som hade egen ponny. Hon var djupt fascinerad av dem, fast hon inte själv hade någon egen häst. Vid sidan av författarskapet studerade hon konst och ett tag arbetade hon som bildlärare och har även illustrerat många av sina böcker själv.
Många av de tidiga böckerna skrev Kathleen Peyton tillsammans med sin man, Michael Peyton, under det gemensamma namnet K.M Peyton. Kathleen Peyton fortsatte använda namnet även efter att hon slutat skriva med maken.
Åren 1967–1969 utkom Peytons kanske mest kända böcker; serien om Flambards. År 1969 fick Peyton The Carnegie Medal in Literature (ett pris inrättat 1936) för boken Flickan från Flambards, en av böckerna i Flambards-serien. 
Åren 1967–1981 visades en TV-serie baserad på böckerna i brittisk TV.
Peyton skrev fram till sin död över 70 böcker, varav cirka 20 har blivit översatta till svenska. Hon bodde i Essex tillsammans med sin man. Paret hade två döttrar tillsammans.